# Ана Титлић
Ана Титлић (рођена 13. јуна 1952. године у Горњој Врби, крај Славонског Брода, у Хрватској) је југословенска рукометашица.
Играла је на позицији голмана, прво у рукометном клубу „Раднички“ из Славонског Брода, а потом у загребачком клубу „Локомотива“, гдје је одиграла преко 500 утакмица.
Била је вишегодишња репрезентативка Југославије са којом је прво освојила злато на Светском првенству 1973. одржаном у Југославији и Медитеранским играма у Сплиту 1979. године. Круна каријере је била сребрна медаља на Олимпијским играма у Москви 1980. године.